# La Roca con Letras
La Roca con Letras es un abrigo con representaciones rupestres localizado en el término municipal de Los Barrios, provincia de Cádiz (España). Pertenece al conjunto de yacimientos rupestres denominado Arte sureño, muy relacionado con el arte rupestre del arco mediterráneo de la península ibérica.
El abrigo, formado por la erosión de roca arenisca, se encuentra situado en la dehesa de La Zorrilla, en el Valle de Ojén y muy cerca de la Cueva del Caballo. Se trata de una roca aislada con una pared lisa inclinada donde se encuentran unos pocos signos a una altura de un metro del suelo.
Esta covacha, junto a sus representaciones rupestres, fueron descritas por primera vez por el arqueólogo alemán Uwe Topper a mediados de los años 80 del siglo XX en su descripción de las cuevas de la región. 
Los tres signos presentes parecen representar un équido con arado, un carro y una representación solar y parece que parte de las pinturas se perdieron con la ruptura de la roca. Por su estilo el autor las data en la Edad del Hierro si bien por la intensidad las pinturas el propio autor duda de su autenticidad.